# Edmond-Marie-Jean Wolff
Edmond-Marie-Jean Wolff (Trogues, 15 de abril de 1905–Antsiranana, 20 de enero de 1990), más conocido como Jean Wolff, fue un misionero católico francés, arzobispo de Antsiranana y fundador de la Congregación de Hermanas del Corazón Inmaculado de María de Diego Suárez.

## Biografía
Jean Wolff nació en la ciudad de Trogues, en el Distrito de Chinon (Francia), el 15 de abril de 1905. Ingresó a la Congregación del Espíritu Santo, donde fue ordenado sacerdote el 22 de julio de 1928. Fue designado a la misión de Majunga en  Madagascar Norte, que había sido confiada a la congregación, siendo el segundo espiritano en ser elegido vicario apostólico. Fue consagrado obispo en el 16 de octubre de 1941, de manos de Auguste Julien Pierre Fortineau, obispo titular de Chytri, manteniéndose como vicario del vicariato apostólico de Majunda hasta 1947, al tiempo que era obispo titular de Phatanus.
El 13 de febrero de 1947 fue designado como vicario del vicariato apostólico de Diego Suárez. Durante su episcopado vio la evolución histórica del dicho vicariato a diócesis y de diócesis a arquidiócesis, siendo él mismo, nombrado obispo (1955 por Pío XII) y arzobispo (1958 por Juan XXIII) respectivamente. Para la evangelización de los nativos y aceptar vocaciones malgaches, fundó la Congregación de Hermanas del Corazón Inmaculado de María en 1955. Los últimos años de su vida los pasó como arzobispo emérito de Antsiranana (nombre actual de Diego Suárez). Murió el 20 de enero de 1990.